# 中塚古墳 (若狭町)

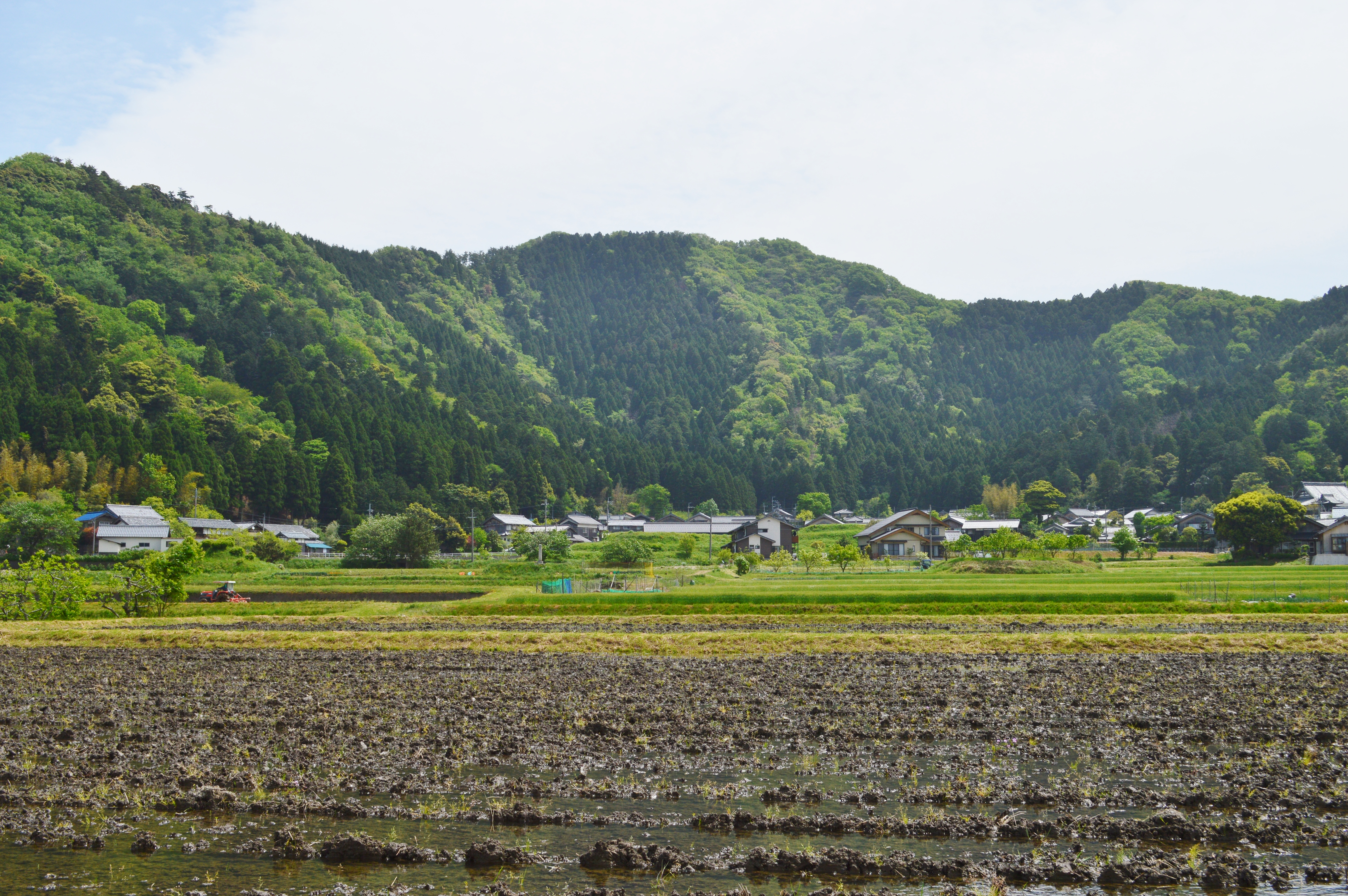
膳部山山麓左に西塚古墳、中央に上ノ塚古墳、右に糠塚古墳がある。

中塚古墳（なかつかこふん）は、福井県三方上中郡若狭町脇袋にある古墳。形状は前方後円墳。上中古墳群（うち脇袋古墳群）を構成する古墳の1つ。国の史跡に指定されている。

## 概要
| 古墳群 | 古墳名       | 形状       | 墳丘長 | 築造時期 |
| ------ | ------------ | ---------- | ------ | -------- |
| 脇袋   | 上ノ塚古墳   | 前方後円墳 | 100m   | 5c初     |
|        | 城山古墳     | 前方後円墳 | 63m    | 5c中     |
| 脇袋   | 西塚古墳     | 前方後円墳 | 74m    | 5c後     |
| 脇袋   | 中塚古墳     | 前方後円墳 | 72m    | 5c末     |
| 天徳寺 | 十善の森古墳 | 前方後円墳 | 68m    | 6c初     |
| 日笠   | 上船塚古墳   | 前方後円墳 | 70m    | 6c前     |
| 日笠   | 下船塚古墳   | 前方後円墳 | 85m    | 6c中     |

福井県南西部、若狭地方中央部にある膳部山（ぜんぶやま）の西側山麓に築造された古墳である。膳部山山麓は、本古墳含む7基（現存確認5基）からなる脇袋古墳群が営造された地域であるが、特に若狭地方の広域首長墓（若狭の王墓）とされる古墳3基（上ノ塚古墳・西塚古墳・中塚古墳）を含み、「王家の谷」に擬される地域になる。本古墳はこれまでに宅地化・畑地利用で墳丘が大きく改変を受けているほか、1992年（平成4年）に発掘調査が実施されている。
墳形は左右非対称の前方後円形で、前方部を南方に向ける（西塚古墳と同方向、上ノ塚古墳と逆方向）。墳丘は2段築成。墳丘外表では葺石が認められている。墳丘周囲には盾形の周濠が巡らされており、周濠外堤の斜面でも葺石が認められるほか、周濠内からは円筒埴輪が検出されている。埋葬施設は明らかでないが、横穴式石室と推定される。
築造時期は、古墳時代中期の5世紀末（または5世紀末-6世紀初頭）頃と推定される。若狭の首長墓としては西塚古墳に後続し、十善の森古墳に先行する時期に位置づけられる。被葬者は明らかでないが、後背の「膳部山」の名にも見えるように、一帯の脇袋古墳群ひいては上中古墳群は若狭国造の膳臣（かしわでのおみ、膳氏）一族の首長墓群と考えられており、本古墳もその1つと想定される。
古墳域は1935年（昭和10年）に国の史跡に指定されている。

## 遺跡歴
- 1935年（昭和10年）12月24日、国の史跡に指定[5]。
- 1992年（平成4年）、発掘調査[4]。
- 2008年（平成20年）、地中レーダー探査・電気探査（奈良文化財研究所・若狭町）[2]。

## 墳丘
墳丘の規模は次の通り。
- 墳丘長：約70メートル（または72メートル[2]）
- 後円部 直径：約46メートル
- 前方部 幅：約60メートル

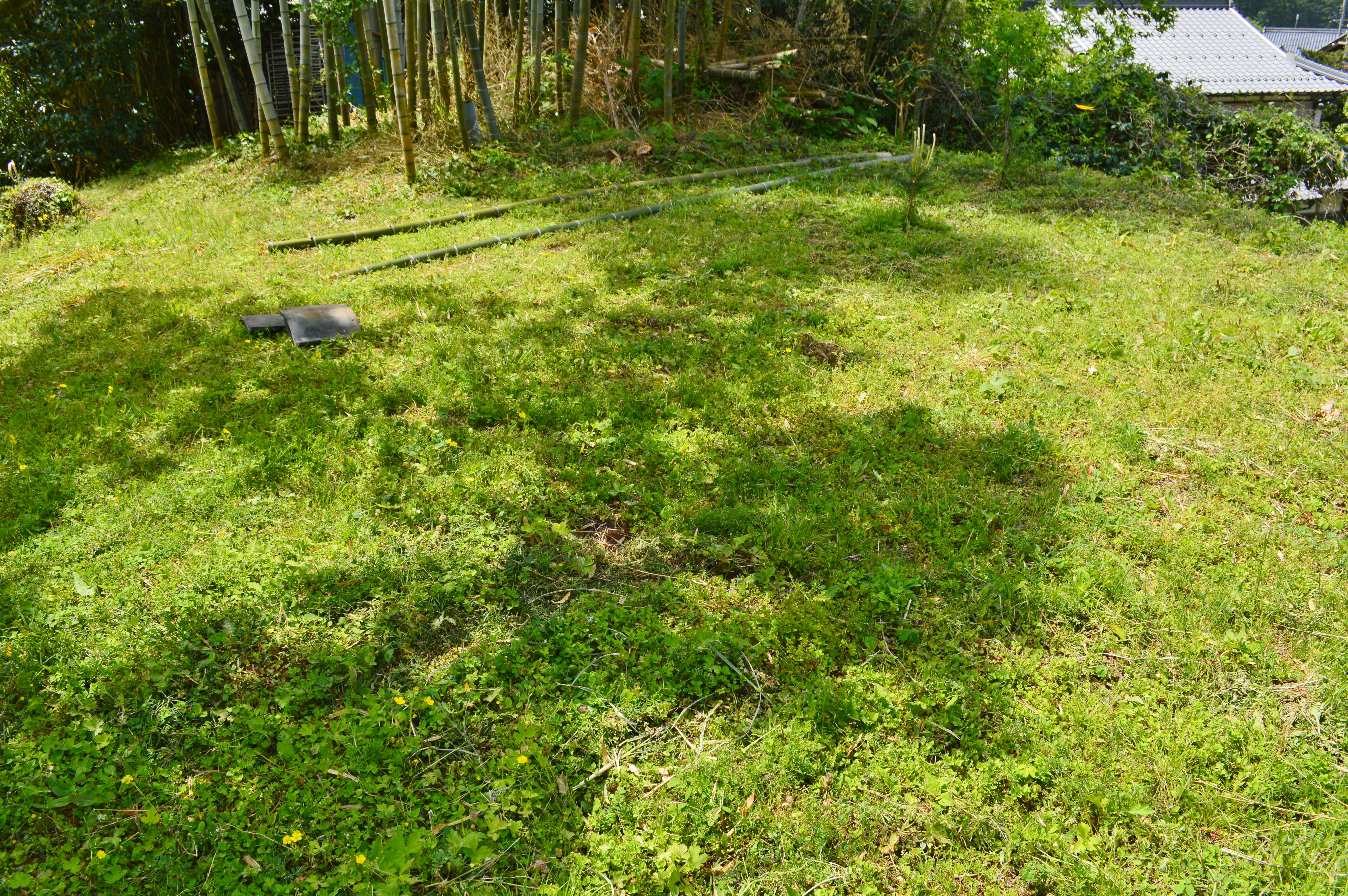
墳頂

## 文化財

### 国の史跡
- 中塚古墳 - 1935年（昭和10年）12月24日指定[5]。

## 関連施設
- 若狭町歴史文化館（若狭町市場） - 中塚古墳の出土埴輪等を保管・展示。